# صراع العروش: الموسم 5 (موسيقى تصويرية)
تم نشر ألبوم الموسيقى التصويرية للموسم الخامس من مسلسل إتش بي أو صراع العروش، بعنوان صراع العروش: الموسم 5، رقميًا في 9 يونيو 2015، وعلى قرص مضغوط في 17 يوليو 2015. تم تأليف الألبوم بواسطة رامين جوادي.

## الاستقبال
حصلت الموسيقى التصويرية على مراجعات إيجابية من النقاد.